# Carl Fredrik von Malmborg
Carl Fredrik von Malmborg, född 29 januari 1815 i Vreta klosters socken, Östergötland, död 12 november 1893 i Linköping, var en svensk militär, gymnasiklärare, tecknare och akvarellist.
Han var son till kaptenen Johan Fredrik von Malmborg och Aurora Henrietta Blomstedt och från 1853 gift med Margareta Charlotta Vilhelmina af Ekenstam. Han var bror till godsägaren Johan Adolf von Malmborg. Han blev redan under sin Karlbergstid känd som en skicklig tecknare. Han var verksam som gymnastiklärare i S:t Petersburg 1846-1847 och fick där möjligheten att på sin fritid öva upp sitt konstnärliga anlag. Han fick avsked från armén som major 1866 och blev då godsägare i Östergötland. Samtidigt som han slutade vid armén kunde han arbeta mer med sitt konstnärskap och ägnade sig åt att komponera fantasifulla urskogslandskap i teckning eller lavyr. Malmborg är representerad vid Nationalmuseum och Norrköpings konstmuseum.